# Final Fantasy VII Original Soundtrack

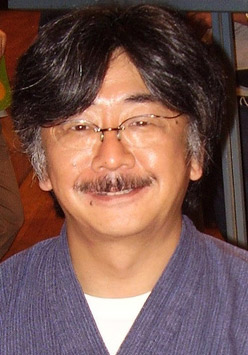
Nobuo Uematsu, autore dela colonna sonora

Final Fantasy VII Original Soundtrack è la colonna sonora del videogioco Final Fantasy VII, prodotto da Square Co., Ltd. per PlayStation e computer con sistema operativo Microsoft Windows. L'album contiene le tracce musicali del gioco, composte, arrangiate e prodotte da Nobuo Uematsu. Il primo rilascio è stato il 10 febbraio, 1997, in Giappone, da DigiCube e in seguito nel 10 maggio, 2004, da Square Enix. L'edizione limitata porta il codice di catalogo SSCX-10003, mentre l'edizione originale SSCX-10004, infine l'edizione riproposta nel 2004 porta il codice SQEX-10001-4.

## Lista delle tracce

### Disco uno 73:59
|     | Nome originale                                          | Traduzione                      | Durata |
| --- | ------------------------------------------------------- | ------------------------------- | ------ |
| 1.  | プレリュード (Pureryūdo)                                | Prelude                         | 3:12   |
| 2.  | オープニング-爆破ミッション (Ōpuningu - Bakuha Misshon) | Opening - Bombing Mission       | 4:59   |
| 3.  | 魔晄炉 (Makō Ro)                                        | Mako Reactor                    | 3:26   |
| 4.  | 不安な心 (Fuan na Kokoro)                               | Anxious Heart                   | 4:00   |
| 5.  | ティファのテーマ (Tifa no Tēma)                         | Tifa's Theme                    | 5:23   |
| 6.  | バレットのテーマ (Baretto no Tēma)                      | Barrett's Theme                 | 3:22   |
| 7.  | 急げ! (Isoge!)                                          | Hurry!                          | 2:25   |
| 8.  | 闇に潜む (Yami ni Hisomu)                               | Lurking in the Darkness         | 2:26   |
| 9.  | 神羅カンパニー (Shinra Kanpanī)                         | Shinra Company                  | 4:13   |
| 10. | 闘う者達 (Tatakau Monotachi)                            | Fighting                        | 2:38   |
| 11. | ファンファーレ (Fanfāre)                                | Fanfare                         | 0:53   |
| 12. | 教会に咲く花 (Kyōkai ni Saku Hana)                      | Flowers Blooming in the Church  | 5:09   |
| 13. | タークスのテーマ (Tākusu no Tēma)                       | Turk's Theme                    | 2:20   |
| 14. | 腐ったピザの下で (Kusatta Piza no Shita de)             | Underneath the Rotting Pizza    | 3:21   |
| 15. | 虐げられた民衆 (Shītage Rare ta Minshū)                 | Oppressed People                | 2:34   |
| 16. | 蜜蜂の館 (Mitsubachi no Kan)                            | Honeybee Manor                  | 4:22   |
| 17. | お前は…誰だ (Omae wa... Dare da)                        | Who... Are You?                 | 1:20   |
| 18. | スラムのドン (Suramu no Don)                            | Don of the Slums                | 2:10   |
| 19. | 神羅ビル潜入 (Shinra Biru Sennyū)                       | Infiltrating the Shinra Tower   | 3:51   |
| 20. | 更に闘う者達 (Sarani Tatakau Monotachi)                 | Still More Fighting             | 3:22   |
| 21. | レッド13のテーマ (Reddo XIII no Tēma)                   | Red XIII's Theme                | 1:26   |
| 22. | クレイジーモーターサイクル (Kureijī Mōtāsaikuru)        | Crazy Motorcycle                | 4:47   |
| 23. | 想いを胸に (Omoi o Mune ni)                             | Holding my Thoughts in my Heart | 2:11   |

### Disco due 63:34
|     | Nome originale                                                                   | Traduzione                                | Durata |
| --- | -------------------------------------------------------------------------------- | ----------------------------------------- | ------ |
| 1.  | F.F.VIIメインテーマ (F. F. VII Mein Tēma)                                        | Final Fantasy VII Main Theme              | 6:31   |
| 2.  | 旅の途中で (Tabi no Tochū de)                                                    | Ahead on our Way                          | 3:42   |
| 3.  | お休み,また明日 (Oyasumi, Mata Ashita)                                           | Good Night, Until Tomorrow                | 0:08   |
| 4.  | 5年前のあの日 (Gonen Mae no ano Hi)                                              | On that Day, 5 Years Ago                  | 3:09   |
| 5.  | 牧場の少年 (Bokujō no Shōnen)                                                    | Farm Boy                                  | 2:53   |
| 6.  | ワルツ・デ・チョコボ (Warutsu de Chokobo)                                        | Waltz de Chocobo                          | 0:35   |
| 7.  | エレキ・デ・チョコボ (Ereki de Chokobo)                                          | Electric de Chocobo                       | 3:44   |
| 8.  | シンコ・デ・チョコボ (Shinko de Chokobo)                                         | Cinco de Chocobo                          | 3:24   |
| 9.  | 黒マントの男を追え (Kuro Manto no Otoko o Oe)                                    | Chasing the Black-Caped Man               | 3:02   |
| 10. | 鷺の砦 (Sagi no Toride)                                                          | Fortress of the Condor                    | 3:51   |
| 11. | ルーファウス歓迎式典 (Rūfausu Kangei Shikiten)                                   | Rufus' Welcoming Ceremony                 | 2:09   |
| 12. | 二本足で立つのも難しいものだな (Ni Hon Ashi de Tatsu no mo Muzukashī Mono da na) | It's Difficult to Stand on Both, Isn't It | 3:23   |
| 13. | 血の跡 (Chi no Ato)                                                              | Trail of Blood                            | 4:04   |
| 14. | J-E-N-O-V-A                                                                      | J-E-N-O-V-A                               | 2:18   |
| 15. | つづきから (Tsuzuki Kara)                                                        | Continue                                  | 0:31   |
| 16. | 太陽の海岸 (Taiyō no Kaigan)                                                     | Costa del Sol                             | 2:23   |
| 17. | 裏切り者の烙印 (Uragirimono no Rakuin)                                           | Mark of the Traitor                       | 3:33   |
| 18. | 炭坑の街 (Tankō no Machi)                                                        | Mining Town                               | 3:03   |
| 19. | ゴールドソーサー (Gōrudo Sōsā)                                                   | Gold Saucer                               | 1:55   |
| 20. | ケット・シーのテーマ (Ketto Shī no Tēma)                                         | Cait Sith's Theme                         | 3:24   |
| 21. | 砂の流刑地 (Suna no Rukei Chi)                                                   | Sandy Badlands                            | 5:42   |

### Disco tre 73:24
|     | Nome originale                                  | Traduzione                         | Durata |
| --- | ----------------------------------------------- | ---------------------------------- | ------ |
| 1.  | 星降る峡谷 (Hoshi Furu Kyōkoku)                 | Cosmo Canyon                       | 3:38   |
| 2.  | 生命の流れ (Seimei no Nagare)                   | Life Stream                        | 4:10   |
| 3.  | 偉大なる戦士 (Idai naru Senshi)                 | Great Warrior                      | 3:22   |
| 4.  | 忍びの末裔 (Shinobi no Matsuei)                 | Descendant of Shinobi              | 3:00   |
| 5.  | 星に選ばれし者 (Hoshi ni Eraba re Shi sha)      | Those Chosen by the Planet         | 3:39   |
| 6.  | 悪夢の始まり (Akumu no Hajimari)                | The Nightmare's Beginning          | 2:58   |
| 7.  | シドのテーマ (Shido no Tēma)                    | Cid's Theme                        | 3:02   |
| 8.  | タイニーブロンコを奪え! (Tainī Buronko o Ubae!) | Steal the Tiny Bronco!             | 1:19   |
| 9.  | ウータイ (Ūtai)                                 | Wutai                              | 4:27   |
| 10. | マテリアいただき (Materia Itadaki)              | Stolen Materia                     | 1:37   |
| 11. | 本命穴チョコボ (Honmei Ana Chokobo)             | Racing Chocobos - Place Your Bets  | 1:50   |
| 12. | フィドル・デ・チョコボ (Fidoru de Chokobo)      | Fiddle de Chocobo                  | 2:57   |
| 13. | 大当たりぃ~ (Ōatarī~)                           | A Great Success                    | 0:44   |
| 14. | 涙のタンゴ (Namida no Tango)                    | Tango of Tears                     | 0:47   |
| 15. | 初舞台 (Hatsu Butai)                            | Debut                              | 2:37   |
| 16. | 花火に消された言葉 (Hanabi ni Kesareta Kotoba)  | Interrupted by Fireworks           | 3:01   |
| 17. | 樹海の神殿 (Jukai no Shinden)                   | Forested Temple                    | 3:51   |
| 18. | 星の声が聞こえる (Hoshi no Koe ga Kikoeru)      | You Can Hear the Cry of the Planet | 3:51   |
| 19. | エアリスのテーマ (Earisu no Tēma)               | Aeris's Theme                      | 4:55   |
| 20. | 雪に閉ざされて (Yuki ni Tozasarete)             | Buried in the Snow                 | 4:54   |
| 21. | 北の大空洞 (Kita no Daikūdō)                    | The Great Northern Cave            | 7:15   |
| 22. | リユニオン (Riyunion)                           | Reunion                            | 3:46   |
| 23. | 俺は...誰だ (Ore wa... Dare da)                 | Who am I                           | 1:34   |

### Disco quattro 68:56
|     | Nome originale                                                     | Traduzione                                 | Durata |
| --- | ------------------------------------------------------------------ | ------------------------------------------ | ------ |
| 1.  | 神羅軍総攻撃 (Shinra Gun Sō Kōgeki)                                | Shinra Army Wages a Full-Scale Attack      | 2:43   |
| 2.  | ウェポン襲来 (Wepon Shūrai)                                        | Weapon Raid                                | 2:46   |
| 3.  | 空駆けるハイウィンド (Sora Kakeru Haiwindo)                        | Highwind Takes to the Skies                | 3:46   |
| 4.  | 深海に眠る秘密 (Shinkai ni Nemuru Himitsu)                         | A Secret, Sleeping in the Deep Sea         | 4:10   |
| 5.  | 偏狭の村 (Henkyō no Mura)                                          | Parochial Town                             | 2:20   |
| 6.  | 絶望の淵から (Zetsubō no Fuchi Kara)                               | Off the Edge of Despair                    | 4:30   |
| 7.  | 山の向こうに (Yama no Mukō ni)                                     | On the Other Side of the Mountain          | 2:32   |
| 8.  | もっと急げ! (Motto Isoge!)                                         | Hurry Faster!                              | 2:51   |
| 9.  | 宇宙への夢 (Uchū e no Yume)                                        | Sending a Dream Into the Universe          | 3:10   |
| 10. | 秒読み開始 (Byōyomi Kaishi)                                        | The Countdown Begins                       | 0:49   |
| 11. | 心開けば (Kokoro Akeba)                                            | If You Open Your Heart...                  | 2:57   |
| 12. | 魔晄キャノン発射～神羅爆発 (Makō Kyanon Hassha - Shinra Bakuhatsu) | The Mako Cannon is Fired - Shinra Explodes | 1:28   |
| 13. | 最期の日 (Saigo no Hi)                                             | Judgement Day                              | 3:54   |
| 14. | 完全なるジェノヴァ (Kanzen naru Jenova)                            | Jenova Absolute                            | 3:56   |
| 15. | 神の誕生 (Kami no Tanjō)                                           | The Birth of a God                         | 3:57   |
| 16. | 片翼の天使 (Katayoku no Tenshi)                                    | One-Winged Angel                           | 6:54   |
| 17. | 星の危機 (Hoshi no Kiki)                                           | World Crisis                               | 9:44   |
| 18. | スタッフロール (Sutaffu Rōru)                                      | Staff Roll                                 | 6:19   |